# 关闭电视组织
关闭电视组织（TV turnoff network，也被称为关机运动组织）是一个鼓励儿童和成人减少看电视，用更多的时间参与健康生活和社区组织的活动。这是一个由众多组织参与的基层组织。

## 关闭电视週
“关闭电视週”在每年4月的最后一周举行。从1994年开始，由关闭电视组织赞助“关闭电视週”活动。至今为止有超过2千4百万人次参加了这个活动。据关闭电视组织估计，2004年有7百6十万人参加了活动。
有一个相关的组织“国际家庭电视顾问”（Asesores TV La Familia Internacional）在许多国家说西班牙语的人口中活动。
在美国，有超过70个其它组织支持这项运动，如美国心脏学会（American Heart Association）、美国医学会（American Medical Association）、美国大哥大姐会（Big Brothers Big Sisters of America）和基督教青年会（YMCA）。（完整的列表请参看关闭电视组织的网站）在2004年，美国儿科学会成为主要的合作伙伴。
启发这个活动周的书，包括：玛丽·温（Marie Winn）所著的《插电毒品》（《The Plug-in Drug》，1977年）和尼尔·波兹曼（Neil Postman）所著的《童年的消逝》（《The Disappearance of Childhood》，1982年）。更近期的书有《Glued to the Tube》（2002年）
其它国家反文化干扰的组织，还有：加拿大的广告克星、英国的白点组织（White Dot，名字来自关闭老式电视时出现的白点，在黑白电视上特别明显）。
反电视游击队员使用小型的装置如：TV-B-Gone，关闭方圆14米范围内的电视，以此减少公众空间中被电视包围的环境。